# Taufstein der Walpurgiskirche (Alsfeld)

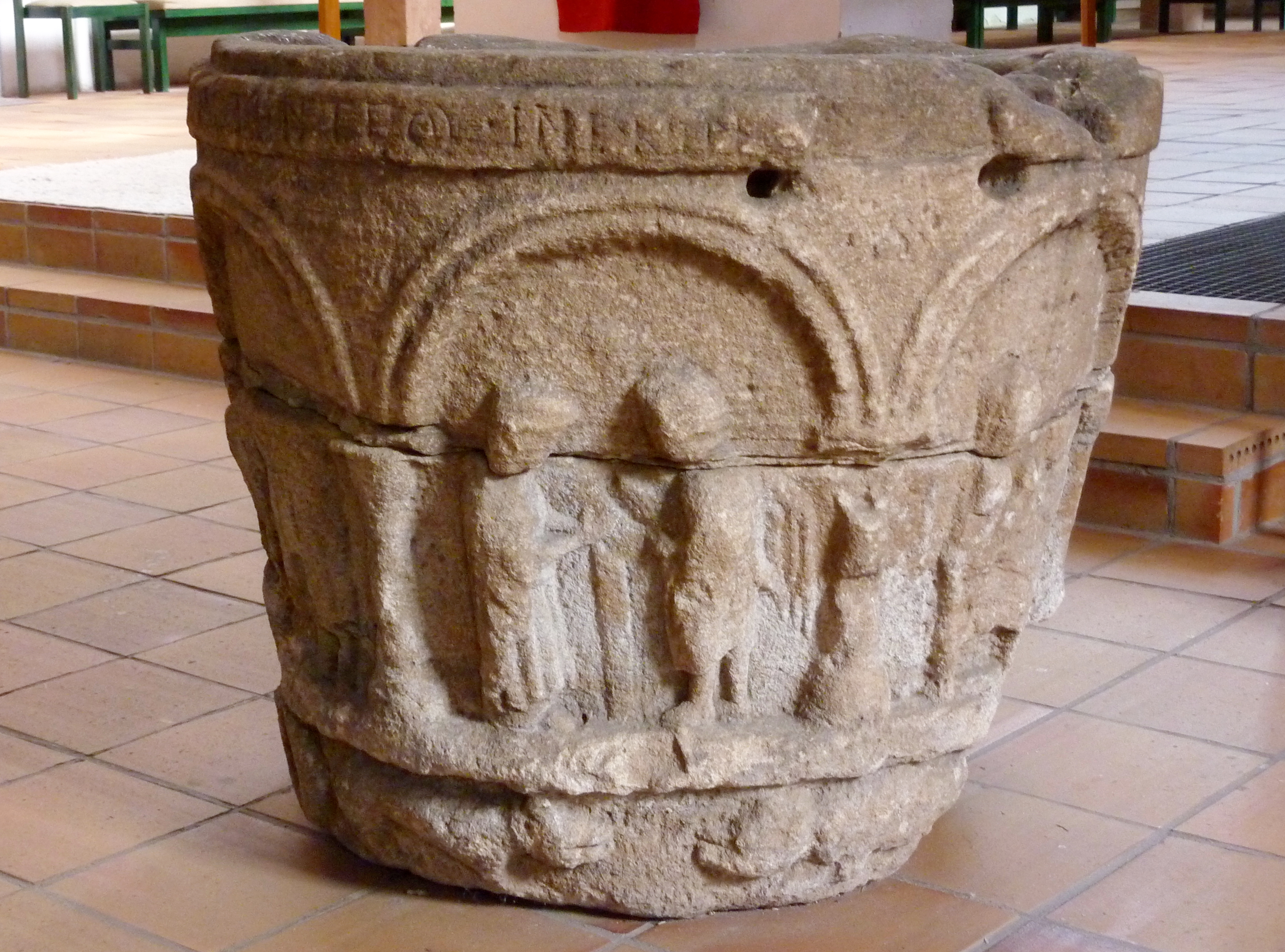
Romanischer Taufstein in Alsfeld

Der Taufstein der Walpurgiskirche in Alsfeld, einer Stadt im Vogelsbergkreis in Hessen, entstand im 11. oder 12. Jahrhundert. Er steht im Chor der Walpurgiskirche.
Der romanische Taufstein mit kreisrundem Becken wird an der Außenwand von einer rundbogig geschlossenen Arkatur in sechs Felder geteilt, in denen sich Reliefs mit Szenen aus dem Leben Christi wie die Verkündigung und die Anbetung der Heiligen Drei Könige befinden. Den Fuß des Taufsteines zieren fischähnliche Fabelwesen. Am oberen Beckenrand ist eine Inschrift zu sehen, die nur teilweise erhalten ist.

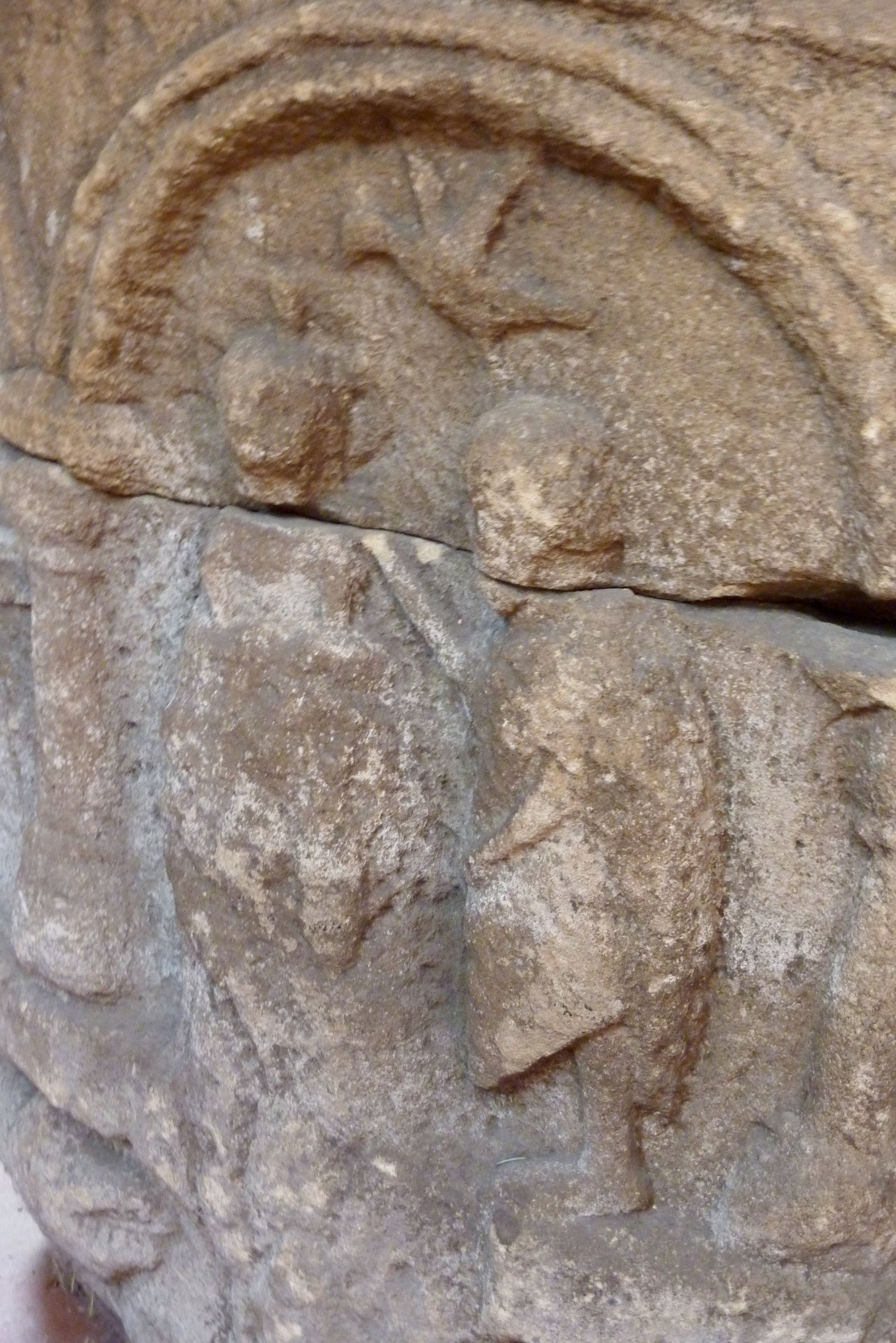
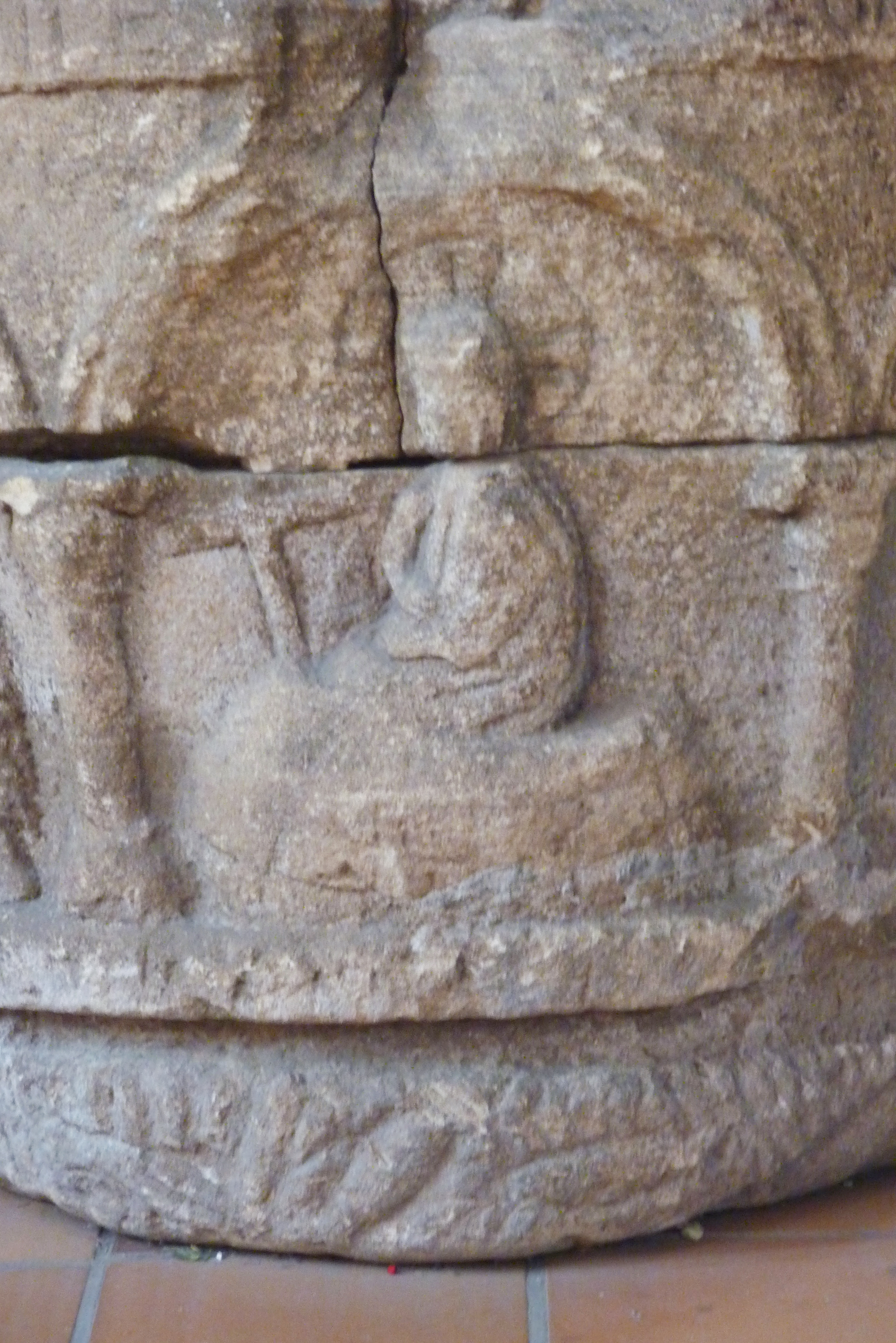
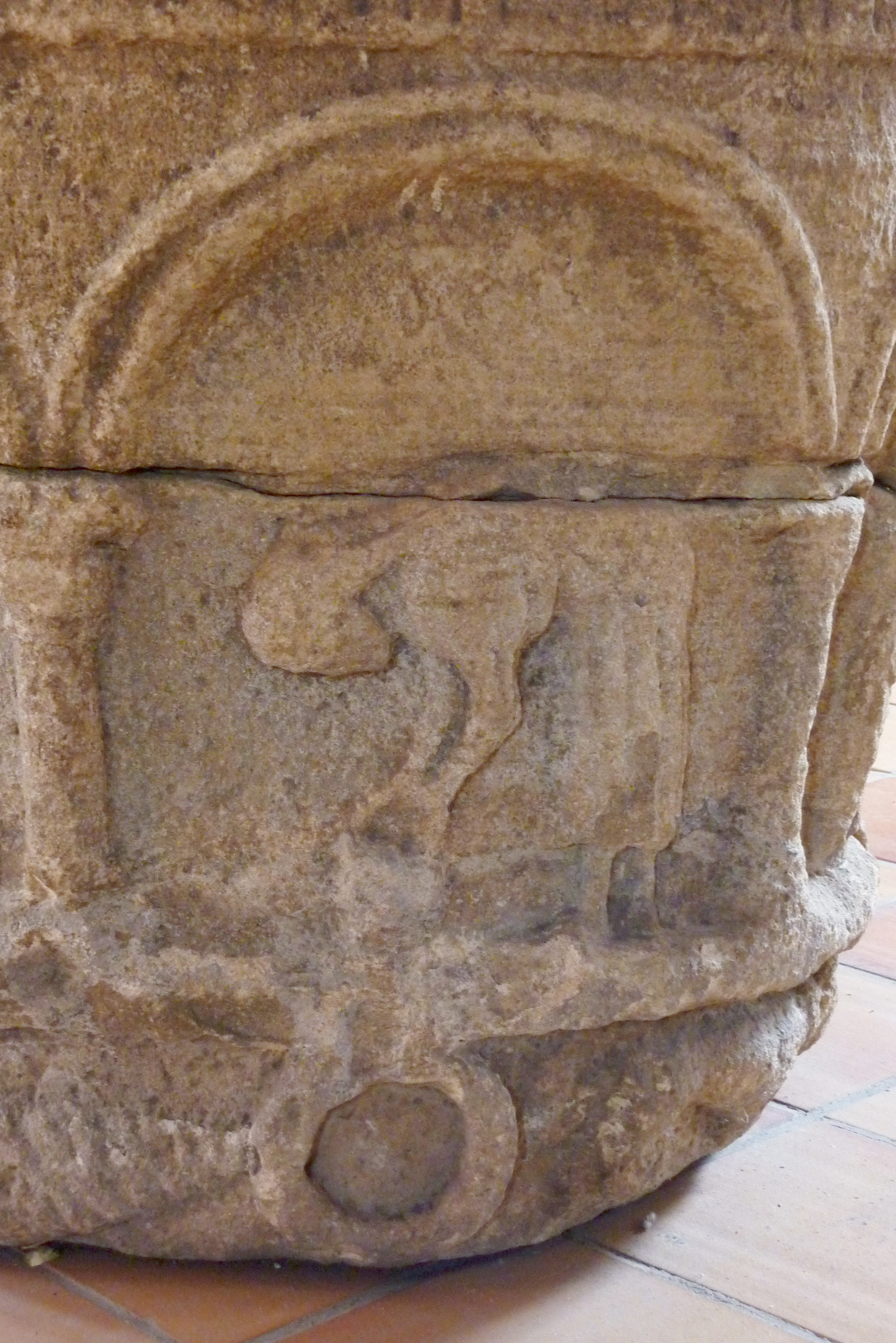
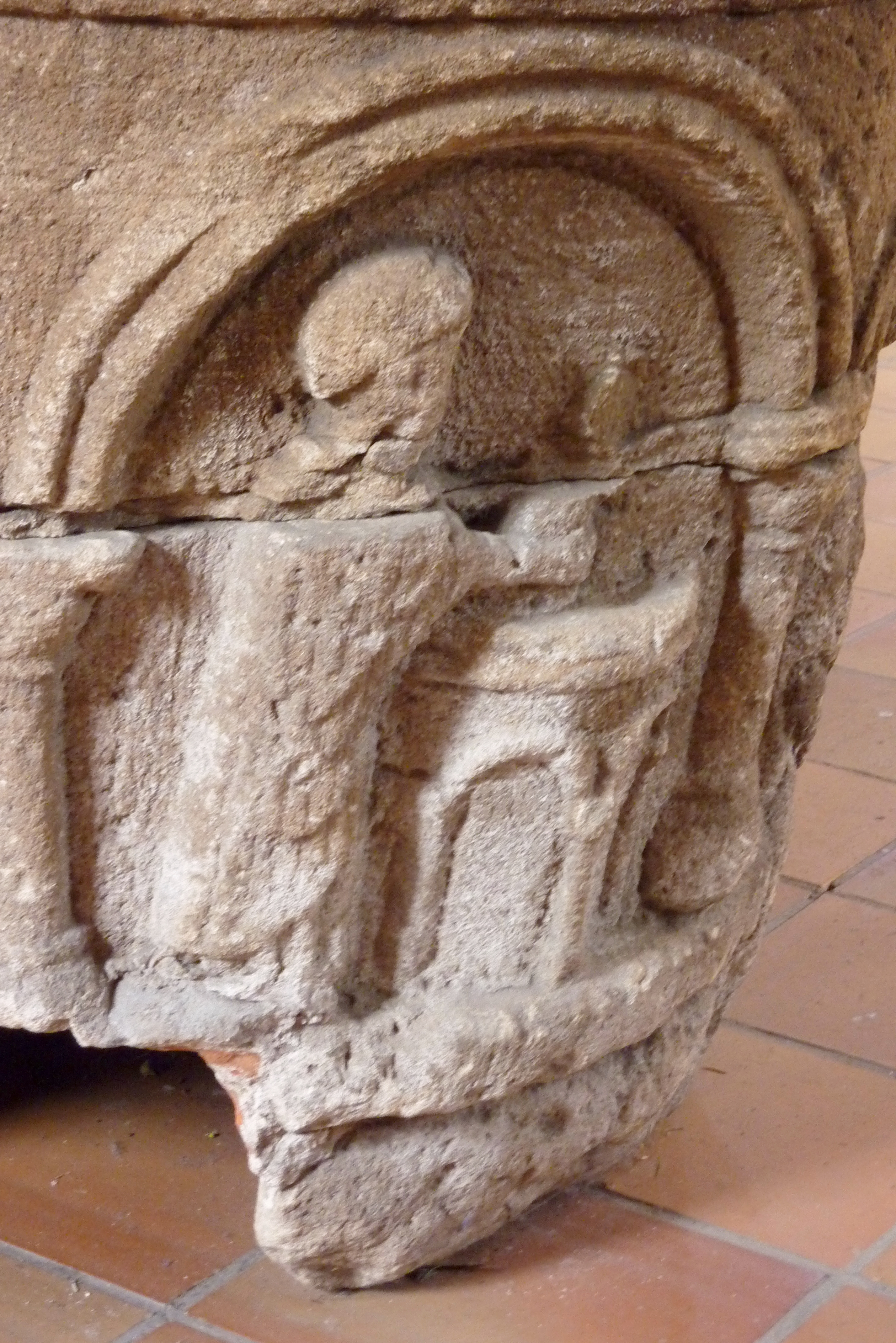